# Microserica eximia
Microserica eximia är en skalbaggsart som beskrevs av Gilbert John Arrow 1946. Microserica eximia ingår i släktet Microserica och familjen Melolonthidae. Inga underarter finns listade i Catalogue of Life.